# Пълен т*шак
„Пълен т*шак“ (на английски: Movie 43) е американски филм, антология. Филмът включва 14 различни сюжетни линии, всяка дело от различен режисьор като Питър Фарели, Брет Ратнър, Джеймс Гън, Боб Оденкърк и Елизабет Банкс.
„Пълен т*шак“ е обявен за най-лош филм на годината на „Златни малинки 2014“, а 10 от 14-те режисьори стават най-лошите в категорията си. Сценарият също е „отличен“. Филмът често е обявяван за един от най-лошите филми на света.

## Разработка
При бюджет от около 6 млн. щатски долара „Пълен т*шак“ получава приходи от над 30 млн. в световен мащаб.

## Премиера
Филмът се появява едновременно по кината в САЩ и България на 25 януари 2013 г.